# チェルシー・トン
チェルシー・トン（唐素琪、Chelsea Tong、1980年10月15日 - ）は、香港の歌手、女優、常勤モデルである。本名はスキー・トン（Sukie Tong、読みは中国語名と同じ）。身長160cm、体重42.5 kg、てんびん座。
2007年3月17日、音楽会を参加後に、ゴールド・レベル・エンターテインメント→ゴールド・タイフーン・エンターテインメント傘下の歌手・女優になった。

## 出演作品

### バラエティ番組
- 2006年：『学廚出餐』 - 有喜 役

### テレビドラマ
- 2007年：『歳月風雲』 - 衞長萍（青年） 役

### 映画
- 2008年4月17日：『愛情万歳』 - Kelly 役
- 2008年11月27日：『絕代雙嬌』
- 2009年：『保持愛你』

### 参加のMV
- 『在你遙遠的附近』─ アレックス・フォン
- 『自作聡明』─ エドモンド・リョン[2]
- 『男人KTV』─ ジャスティン・ロー[3]
- 『紅地氈』─ ジャスティン・ロー

### 広告
- マクドナルド
- ニュー・ワールド・モビリティ 星Mobile
- 香港政府禁毒處
- 香港政府宣伝エレクション広告
- Western Union
- Prima Care
- DBS銀行
- SmarTone
- ハチソン3
- 嬌爽
- ライビーナ
- エプソン [4]
- 中原電器

## 音楽作品
- 沒有你還是愛你（カヴァー、金牌醇音樂CD+DVD）
- 大家好過
- 阿花